# Anabel Conde
Ana Isabel "Anabel" Conde Sánchez (Fuengirola, 16 de junho de 1975) é uma cantora espanhola.
Ela foi escolhida pela TVE para representar a Espanha no Festival Eurovisão da Canção 1995 em 13 de maio de 1995, em Dublin, na Irlanda. Ali, Anabel cantou o tema Vuelve conmigo, escrito por Jose María Purón, obtendo um  segundo lugar, atrás da canção norueguesa . Foi a melhor classificação da Espanha em 16 anos, tendo recebido 119 pontos.
Infelizmente, depois deste grande sucesso, Anabel desistiu da sua carreira como cantora, por causa dos problemas da sua editora/gravadora "Jercar". Todavia a vila de  Fuengirola construiu uma praça em sua honra.
Em 2005, ela regressou ao Festival Eurovisão da Canção como membro do coro que acompanhou a cantora que representou Andorra, Marian van de Wal. No ano seguinte, ela tentou juntamente com a sua irmã Cristina par representar a Polónia, mas não conseguiram.
Em 2010, submeteu a canção "Tu país te necesita", ao método de seleção para representar a Espanha na Eurovisão ". Contudo, não conseguiu vencer.